# Esqui cross-country nos Jogos Olímpicos de Inverno de 2014
As competições de esqui cross-country nos Jogos Olímpicos de Inverno de 2014 foram realizadas no Centro de Esqui Cross-Country e Biatlo Laura, na Clareira Vermelha, em Sóchi, entre 8 e 23 de fevereiro.

## Programação
A seguir está a programação da competição para os doze eventos da modalidade.
Horário local (UTC+4).
| Data            | Horário | Evento                                   |
| --------------- | ------- | ---------------------------------------- |
| 8 de fevereiro  | 14:00   | 15 km skiathlon feminino                 |
| 9 de fevereiro  | 14:00   | 30 km skiathlon masculino                |
| 11 de fevereiro | 14:00   | Velocidade ind. feminino – qualificação  |
| 11 de fevereiro | 14:25   | Velocidade ind. masculino – qualificação |
| 11 de fevereiro | 16:00   | Velocidade ind. feminino – quartas       |
| 11 de fevereiro | 16:25   | Velocidade ind. masculino – quartas      |
| 11 de fevereiro | 16:56   | Velocidade ind. feminino – semifinal     |
| 11 de fevereiro | 17:06   | Velocidade ind. masculino – semifinal    |
| 11 de fevereiro | 17:22   | Velocidade ind. feminino – final         |
| 11 de fevereiro | 17:30   | Velocidade ind. feminino – final         |
| 13 de fevereiro | 14:00   | 10 km clássico feminino                  |
| 14 de fevereiro | 14:00   | 15 km clássico masculino                 |
| 15 de fevereiro | 14:00   | Revezamento 4 x 5 km feminino            |
| 16 de fevereiro | 13:00   | Revezamento 4 x 10 km masculino          |
| 19 de fevereiro | 12:15   | Velocidade equipes feminino – semifinal  |
| 19 de fevereiro | 13:06   | Velocidade equipes masculino – semifinal |
| 19 de fevereiro | 14:45   | Velocidade equipes feminino – final      |
| 19 de fevereiro | 15:15   | Velocidade equipes feminino – final      |
| 22 de fevereiro | 12:30   | 30 km livre feminino                     |
| 23 de fevereiro | 10:00   | 50 km livre masculino                    |

## Medalhistas
Masculino
| Evento                          | Ouro                                                                  | Prata                                                                               | Bronze                                                                                 |
| ------------------------------- | --------------------------------------------------------------------- | ----------------------------------------------------------------------------------- | -------------------------------------------------------------------------------------- |
| 15 km clássico detalhes         | Dario Cologna SUI Suíça                                               | Johan Olsson SWE Suécia                                                             | Daniel Richardsson SWE Suécia                                                          |
| 30 km skiathlon detalhes        | Dario Cologna SUI Suíça                                               | Marcus Hellner SWE Suécia                                                           | Martin Johnsrud Sundby NOR Noruega                                                     |
| 50 km livre detalhes            | Alexander Legkov RUS Rússia                                           | Maxim Vylegzhanin RUS Rússia                                                        | Ilia Chernousov RUS Rússia                                                             |
| Revezamento 4 x 10 km detalhes  | Lars Nelson Daniel Richardsson Johan Olsson Marcus Hellner SWE Suécia | Dmitry Yaparov Alexander Bessmertnykh Alexander Legkov Maxim Vylegzhanin RUS Rússia | Jean-Marc Gaillard Maurice Manificat Robin Duvillard Ivan Perrillat Boiteux FRA França |
| Velocidade individual detalhes  | Ola Vigen Hattestad NOR Noruega                                       | Teodor Peterson SWE Suécia                                                          | Emil Jönsson SWE Suécia                                                                |
| Velocidade por equipes detalhes | Iivo Niskanen Sami Jauhojärvi FIN Finlândia                           | Maxim Vylegzhanin Nikita Kriukov RUS Rússia                                         | Emil Jönsson Teodor Peterson SWE Suécia                                                |

Feminino
| Evento                          | Ouro                                                               | Prata                                                                              | Bronze                                                                    |
| ------------------------------- | ------------------------------------------------------------------ | ---------------------------------------------------------------------------------- | ------------------------------------------------------------------------- |
| 10 km clássico detalhes         | Justyna Kowalczyk POL Polônia                                      | Charlotte Kalla SWE Suécia                                                         | Therese Johaug NOR Noruega                                                |
| 15 km skiathlon detalhes        | Marit Bjørgen NOR Noruega                                          | Charlotte Kalla SWE Suécia                                                         | Heidi Weng NOR Noruega                                                    |
| 30 km livre detalhes            | Marit Bjørgen NOR Noruega                                          | Therese Johaug NOR Noruega                                                         | Kristin Størmer Steira NOR Noruega                                        |
| Revezamento 4 x 5 km detalhes   | Ida Ingemarsdotter Emma Wikén Anna Haag Charlotte Kalla SWE Suécia | Anne Kyllönen Aino-Kaisa Saarinen Kerttu Niskanen Krista Lähteenmäki FIN Finlândia | Nicole Fessel Stefanie Böhler Claudia Nystad Denise Herrmann GER Alemanha |
| Velocidade individual detalhes  | Maiken Caspersen Falla NOR Noruega                                 | Ingvild Flugstad Østberg NOR Noruega                                               | Vesna Fabjan SLO Eslovênia                                                |
| Velocidade por equipes detalhes | Ingvild Flugstad Østberg Marit Bjørgen NOR Noruega                 | Aino-Kaisa Saarinen Kerttu Niskanen FIN Finlândia                                  | Ida Ingemarsdotter Stina Nilsson SWE Suécia                               |

## Doping
Em 1 novembro de 2017 o russo Alexander Legkov teve as medalhas cassadas durante os Jogos: ouro nos 50 km livre e prata com a equipe do revezamento 4x10 km, junto com Dmitry Yaparov, Alexander Bessmertnykh e Maxim Vylegzhanin. Oito dias depois, o Comitê Olímpico Internacional anunciou a desclassificação de Vylegzhanin, que além de perder a medalha no revezamento, teve que devolver as medalhas de prata conquistadas nos 50 km livre e na prova de velocidade por equipes. Nikita Kriukov, que integrou a equipe de velocidade por equipes com Vylegzhanin, e Bessmertnykh, do revezamento 4x10 km, também foi punidos em 22 de dezembro de 2017.
No entanto o Tribunal Arbitral do Esporte anulou essas decisões em 1 de fevereiro de 2018 e retornou as medalhas aos atletas russos.

## Quadro de medalhas
| Ordem | País          | Medalha de ouro | Medalha de prata | Medalha de bronze |    | Ordem por total |
| ----- | ------------- | --------------- | ---------------- | ----------------- | -- | --------------- |
| 1     | NOR Noruega   | 5               | 2                | 4                 | 11 | 1               |
| 2     | SWE Suécia    | 2               | 5                | 4                 | 11 | 1               |
| 3     | SUI Suíça     | 2               |                  |                   | 2  | 4               |
| 4     | RUS Rússia    | 1               | 3                | 1                 | 5  | 3               |
| 5     | FIN Finlândia | 1               | 2                |                   | 3  | 5               |
| 6     | POL Polônia   | 1               |                  |                   | 1  | 6               |
| 7     | GER Alemanha  |                 |                  | 1                 | 1  | 6               |
|       | SLO Eslovênia |                 |                  | 1                 | 1  | 6               |
|       | FRA França    |                 |                  | 1                 | 1  | 6               |
| TOTAL | TOTAL         | 12              | 12               | 12                | 36 | —               |